# Représentations diplomatiques de la France

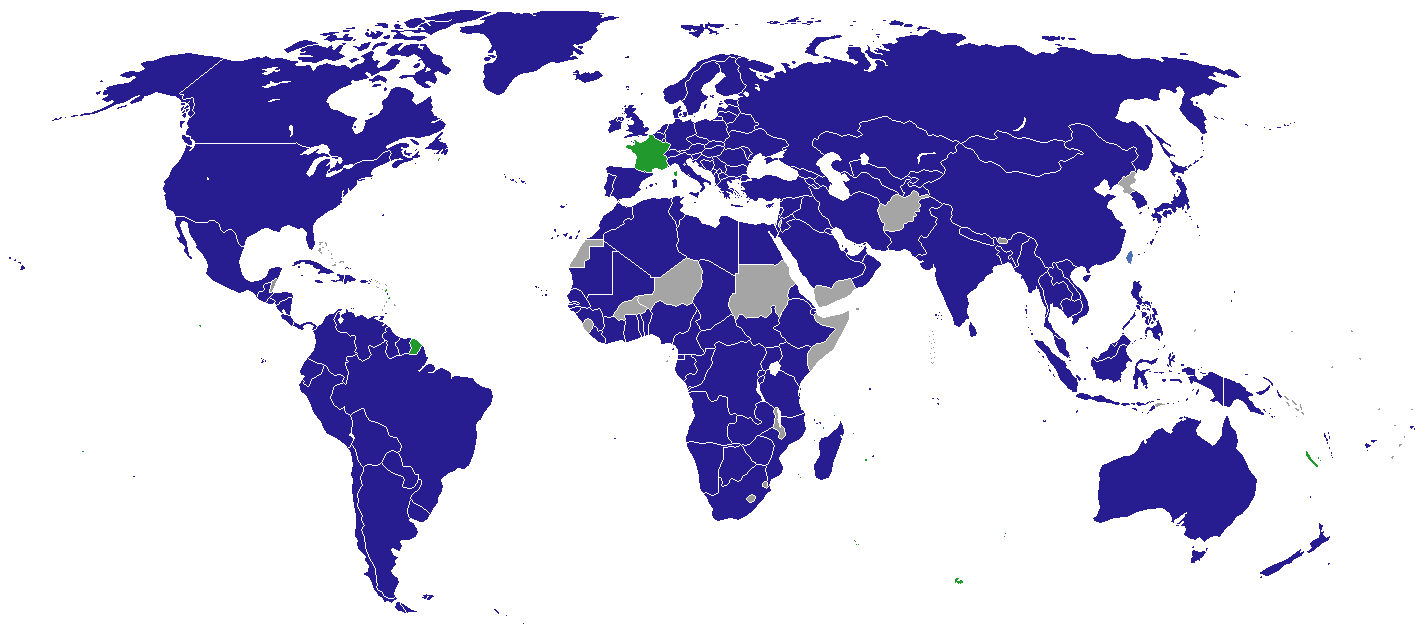
Représentations françaises dans le monde.
France
Pays où la France dispose d'une ambassade
Autres territoires

Les représentations diplomatiques de la France sont dues à ses missions diplomatiques. Avec ses 160 ambassades, la France dispose du troisième réseau d'ambassades et de consulats au monde après les États-Unis (168 ambassades bilatérales) et la Chine (164 ambassades). Elle précède le Royaume-Uni (148) et l'Allemagne (145),.
En 2014, le réseau diplomatique et consulaire comprend 160 ambassades, 4 antennes diplomatiques, 89 consulats généraux ou consulats, 133 sections consulaires et plus de 500 consulats honoraires. Depuis 1989 ont eu lieu 62 fermetures et 48 ouvertures d'ambassades ou de consulats,.
La représentation de la France dans le monde concerne plus de 10 000 postes de travail à l'étranger sur un total d'environ 15 000 employés du ministère des Affaires étrangères.

## Liste des représentations diplomatiques de la France à l'étranger
Cette liste ne prend pas en compte les consuls honoraires. Sauf indication en note, chaque ambassade dispose d'une section consulaire.

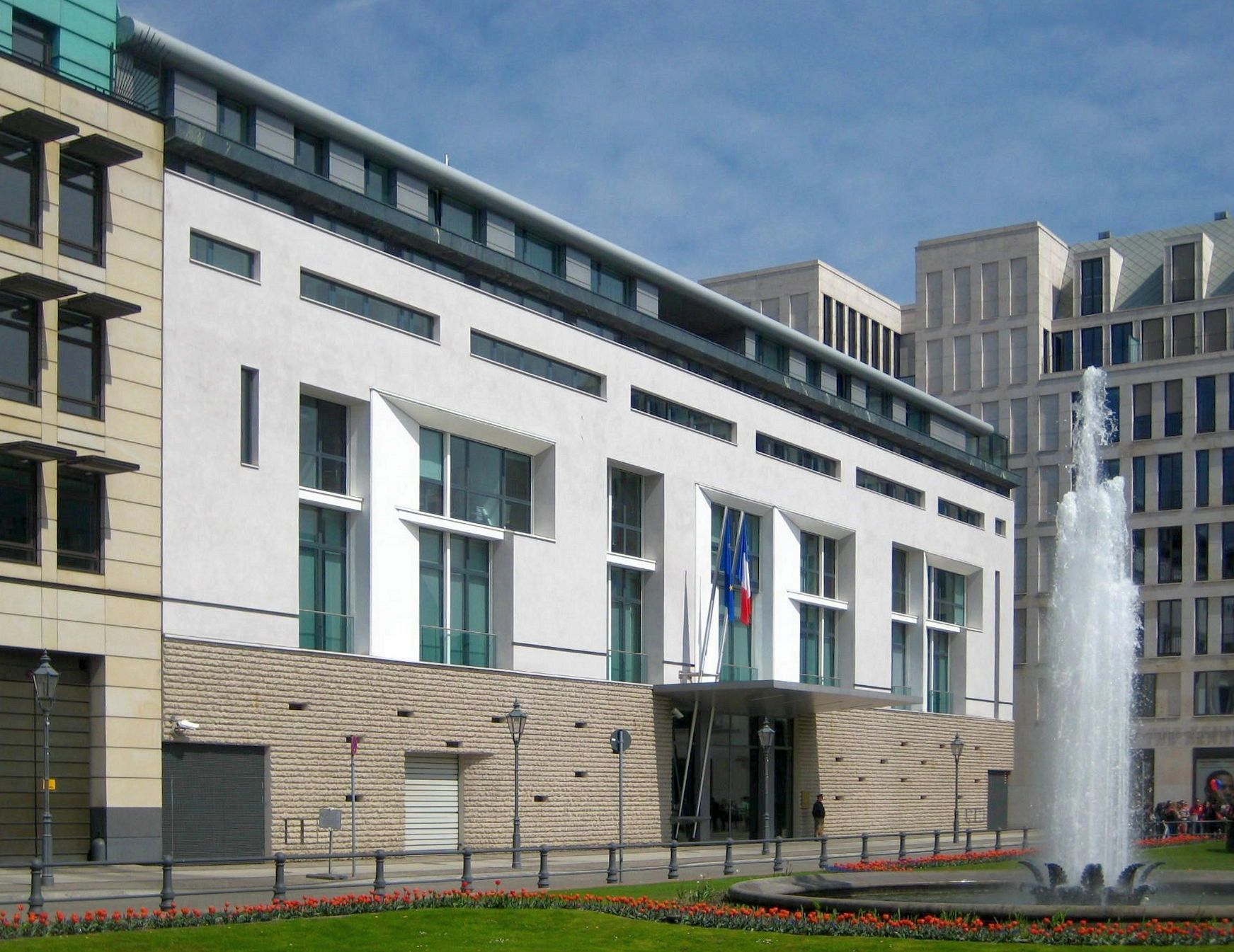
Ambassade de France en Allemagne.

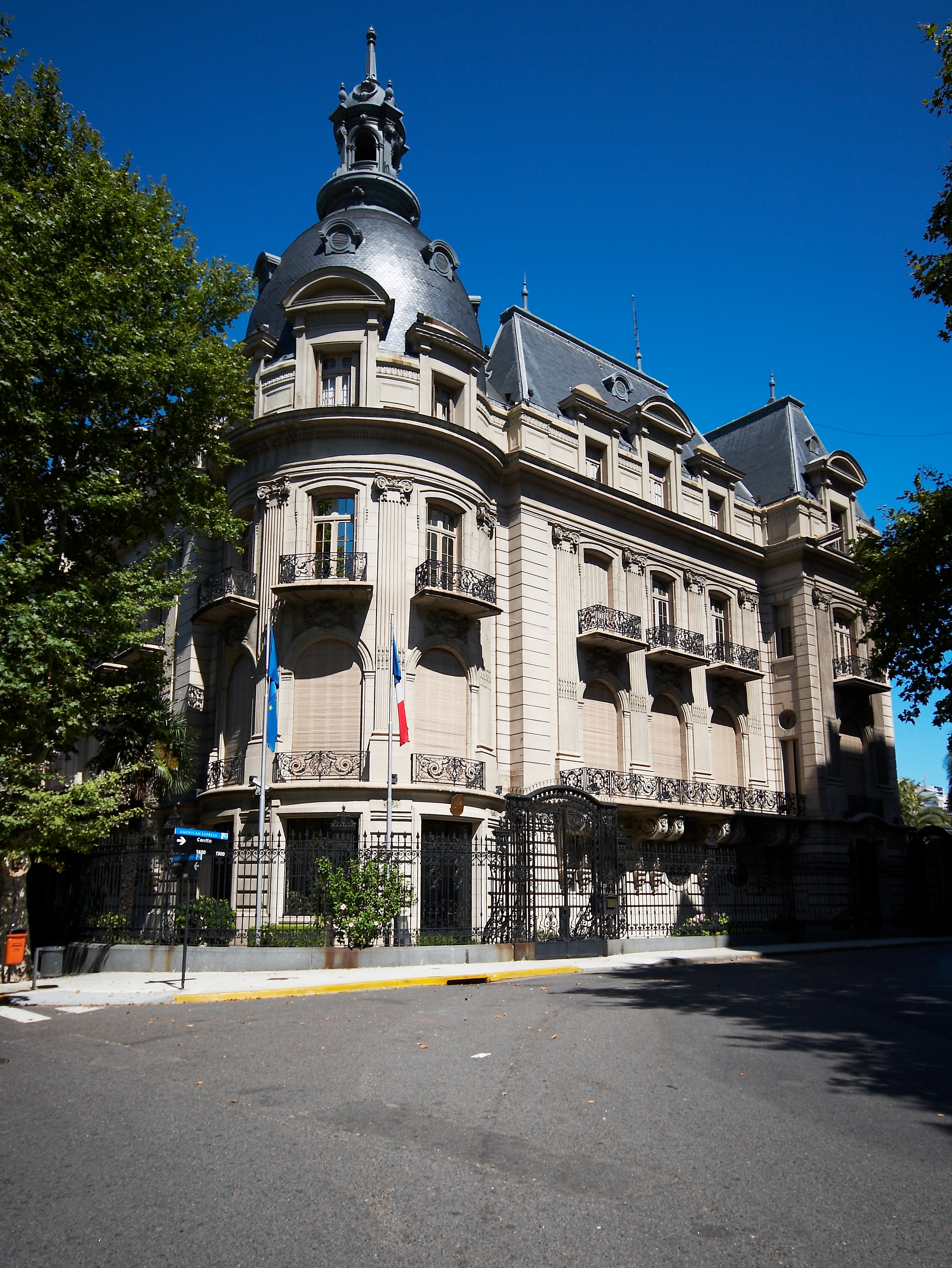
Ambassade de France en Argentine.

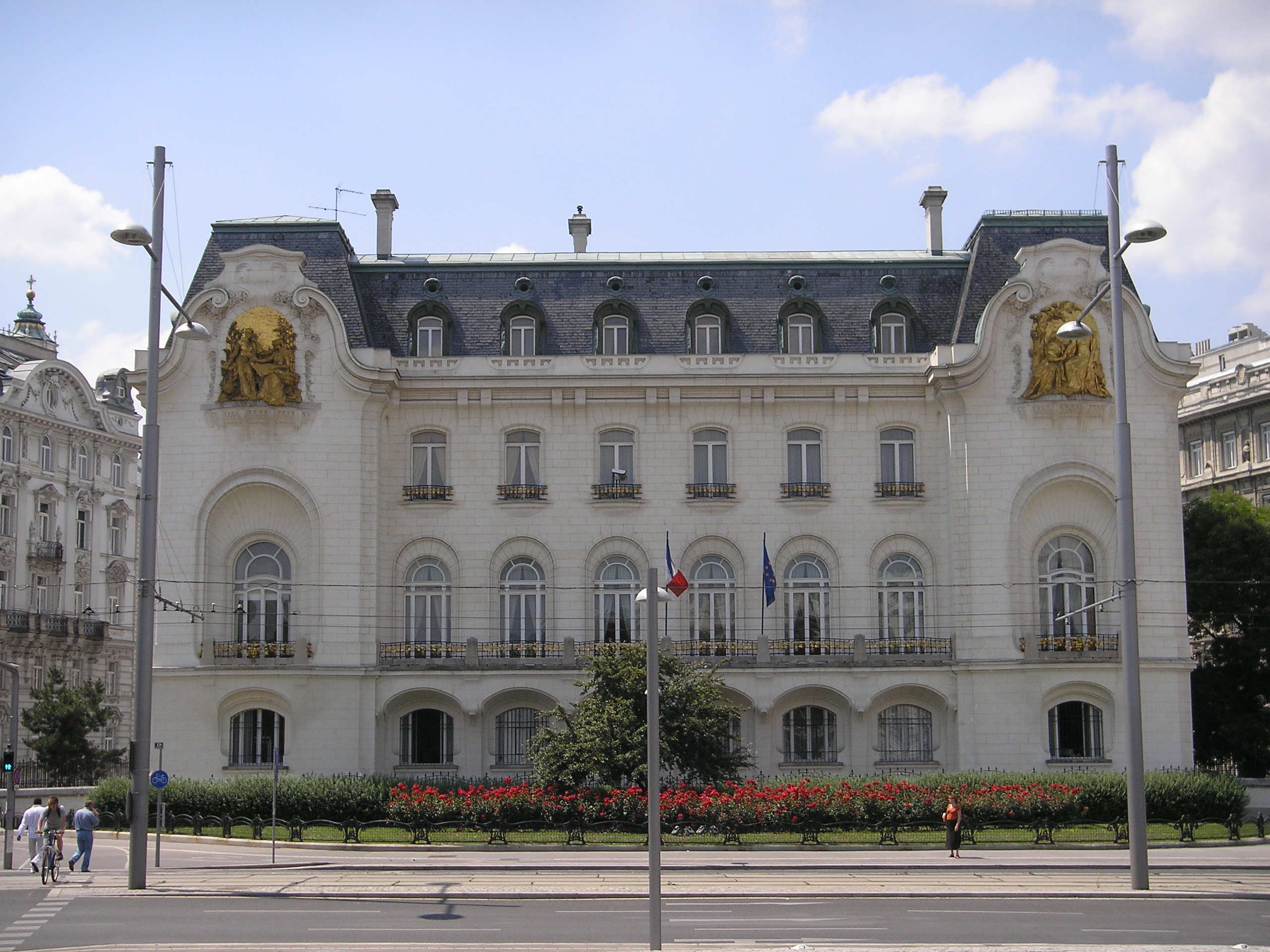
Ambassade de France en Autriche.

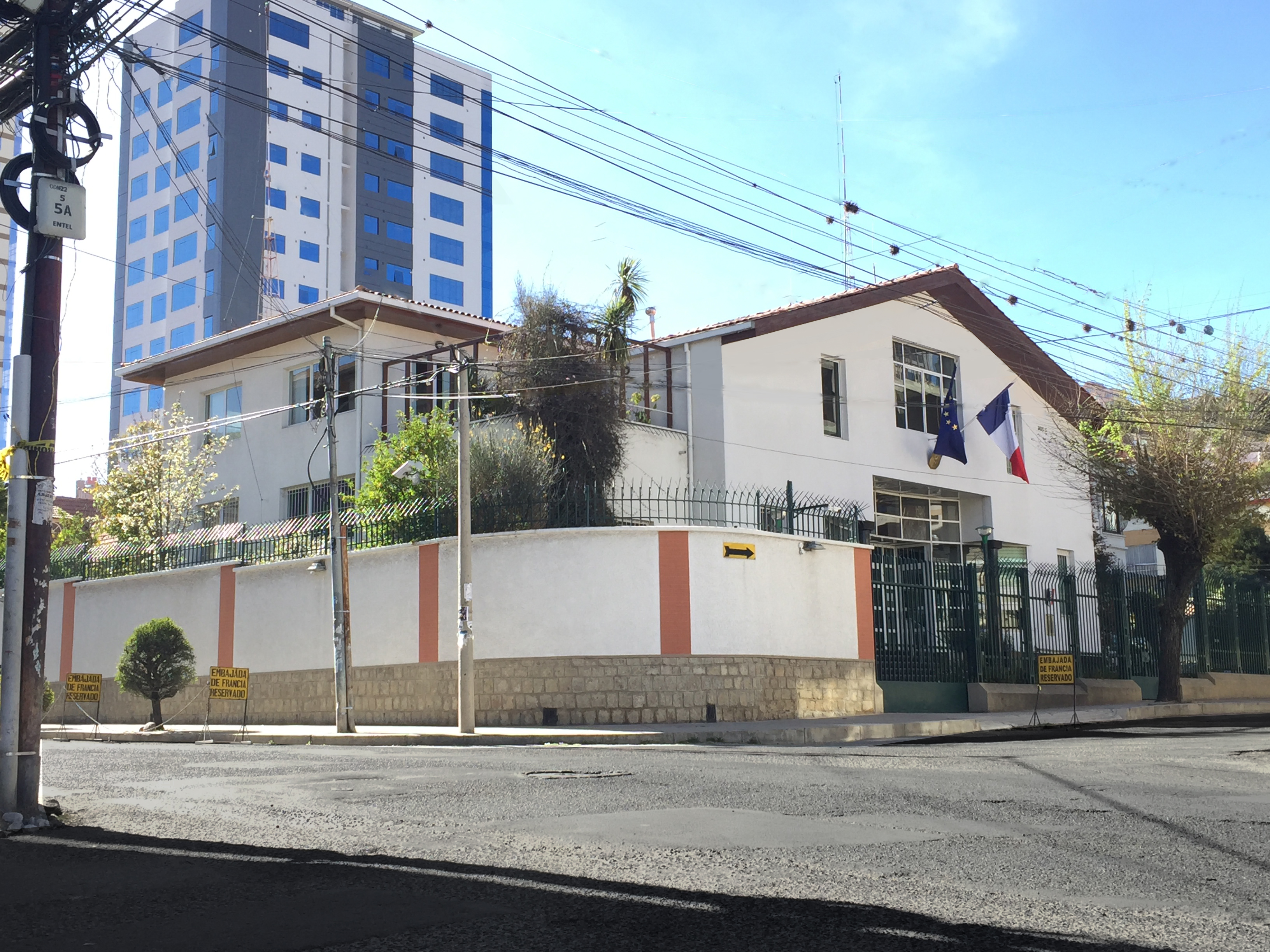
Ambassade de France en Bolivie.

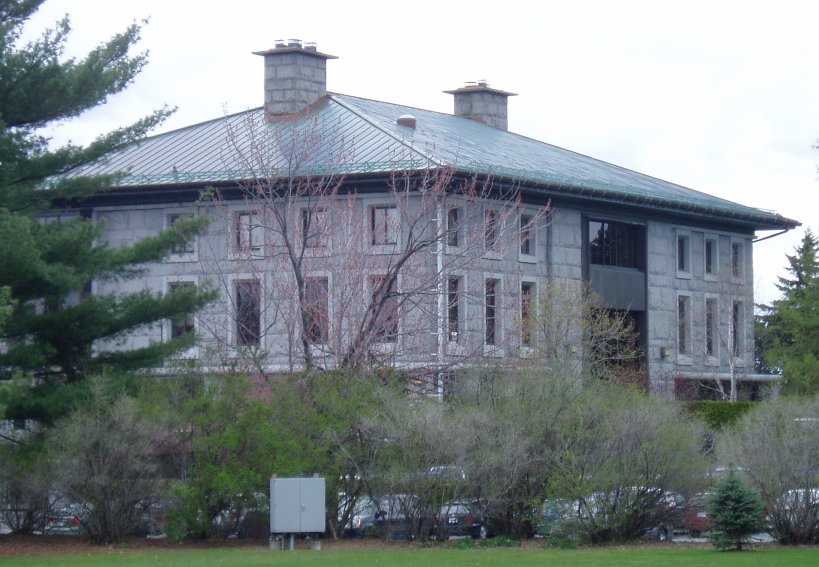
Ambassade de France au Canada.

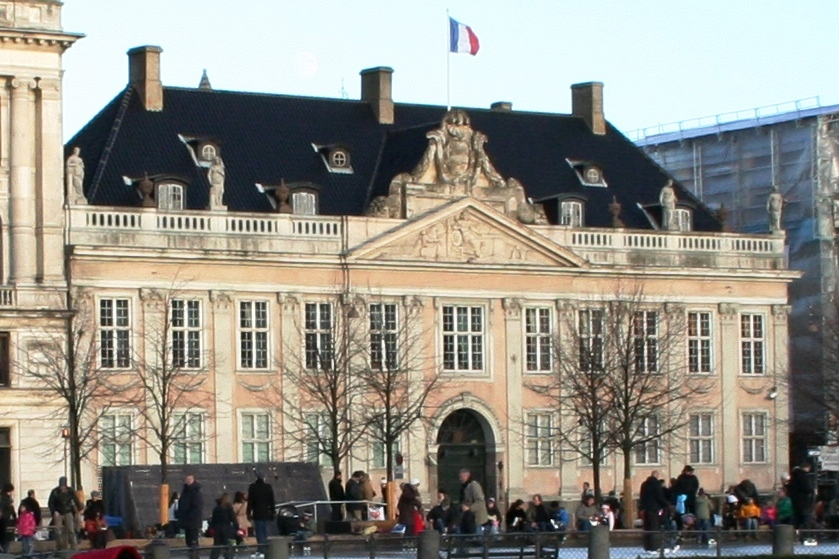
Ambassade de France au Danemark.

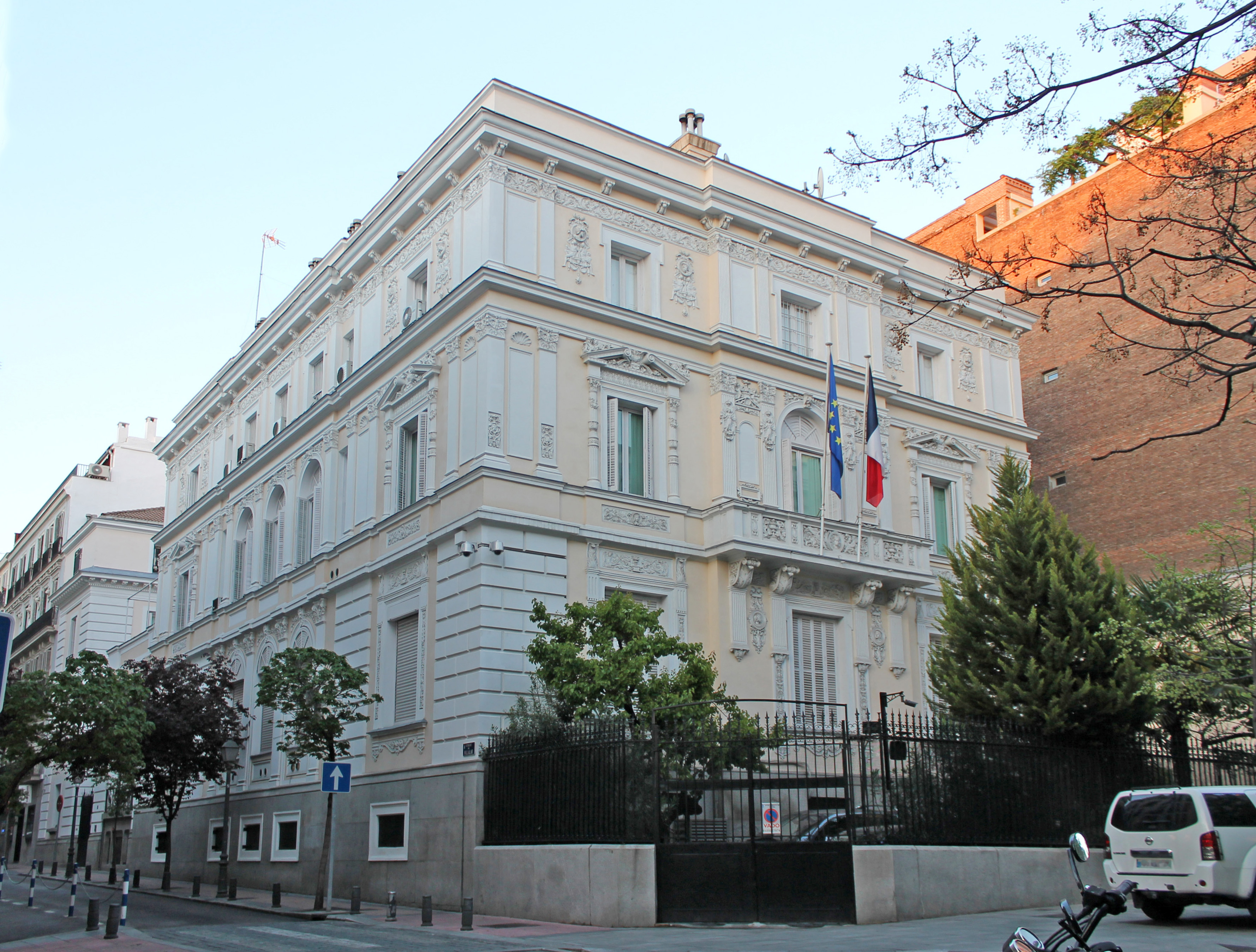
Ambassade de France en Espagne.

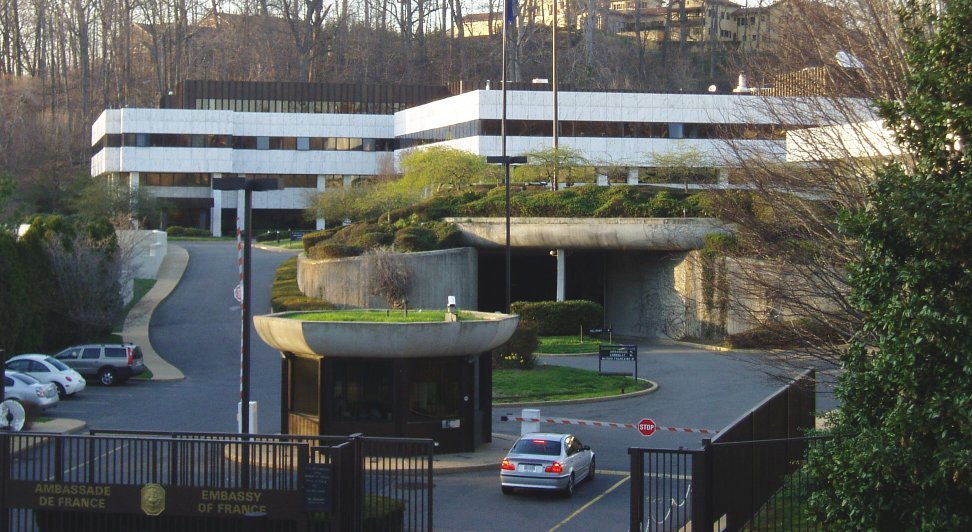
Ambassade de France aux États-Unis.

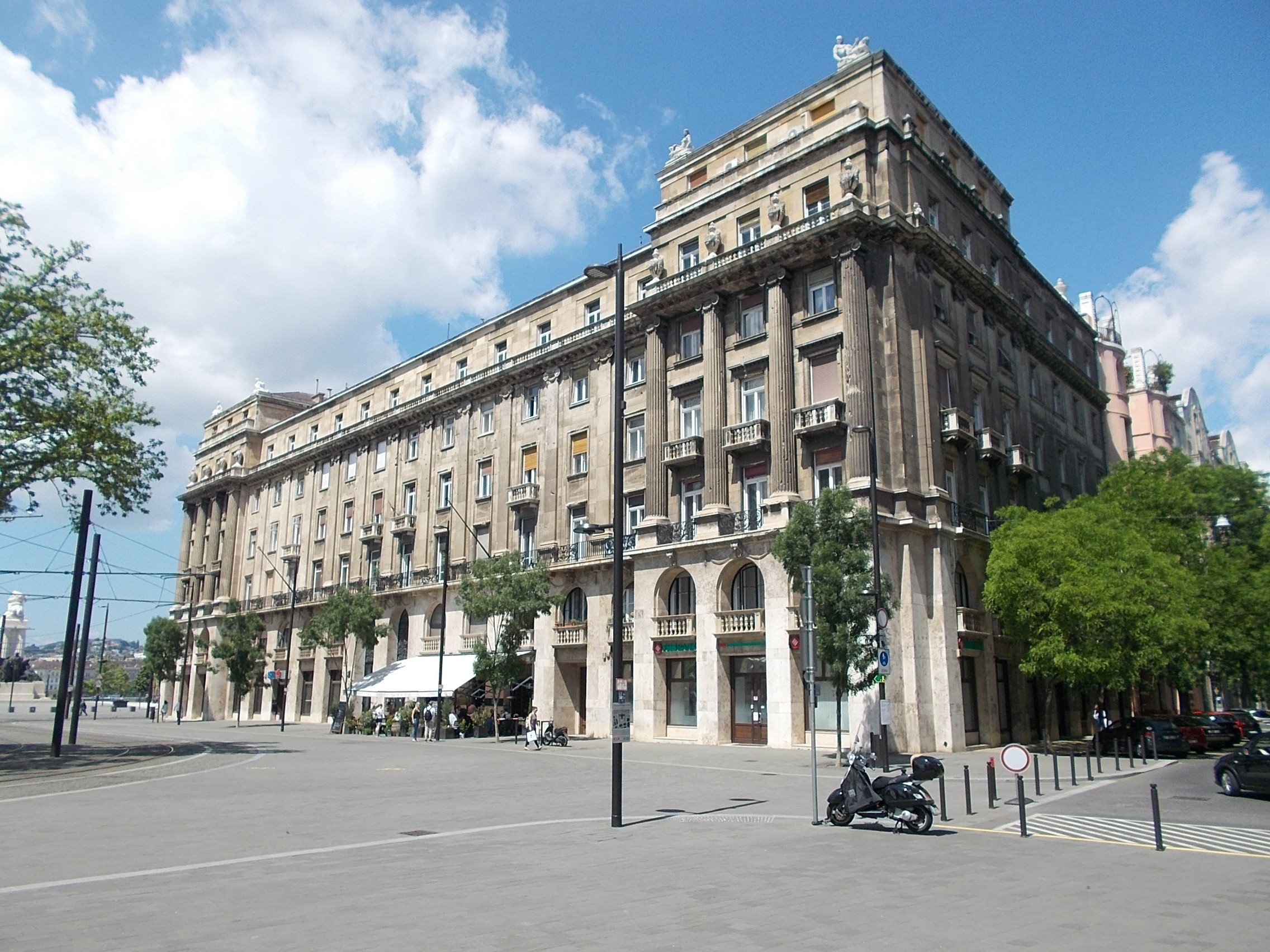
Ambassade de France en Hongrie.

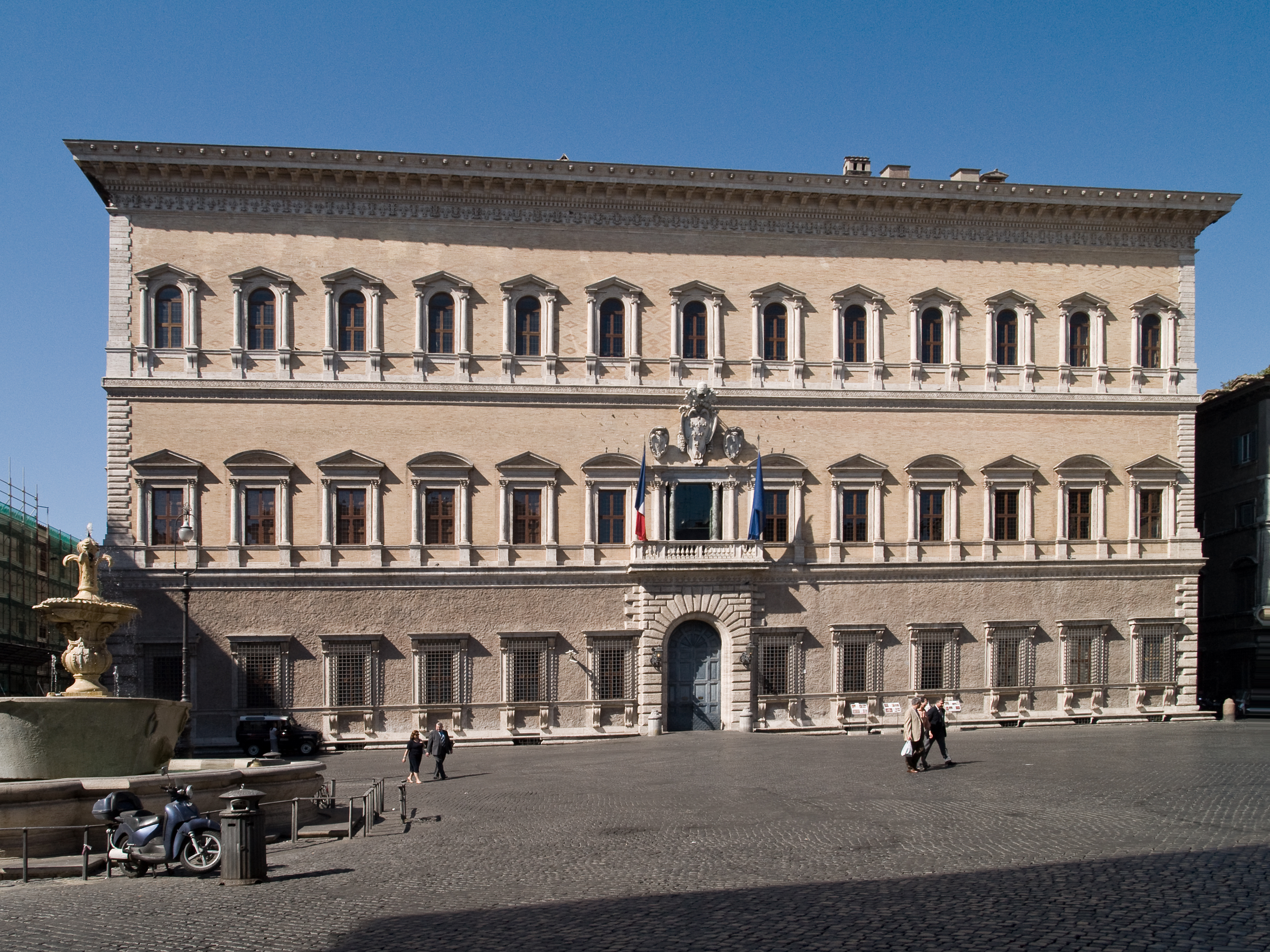
Le Palais Farnèse,
Ambassade de France en Italie.

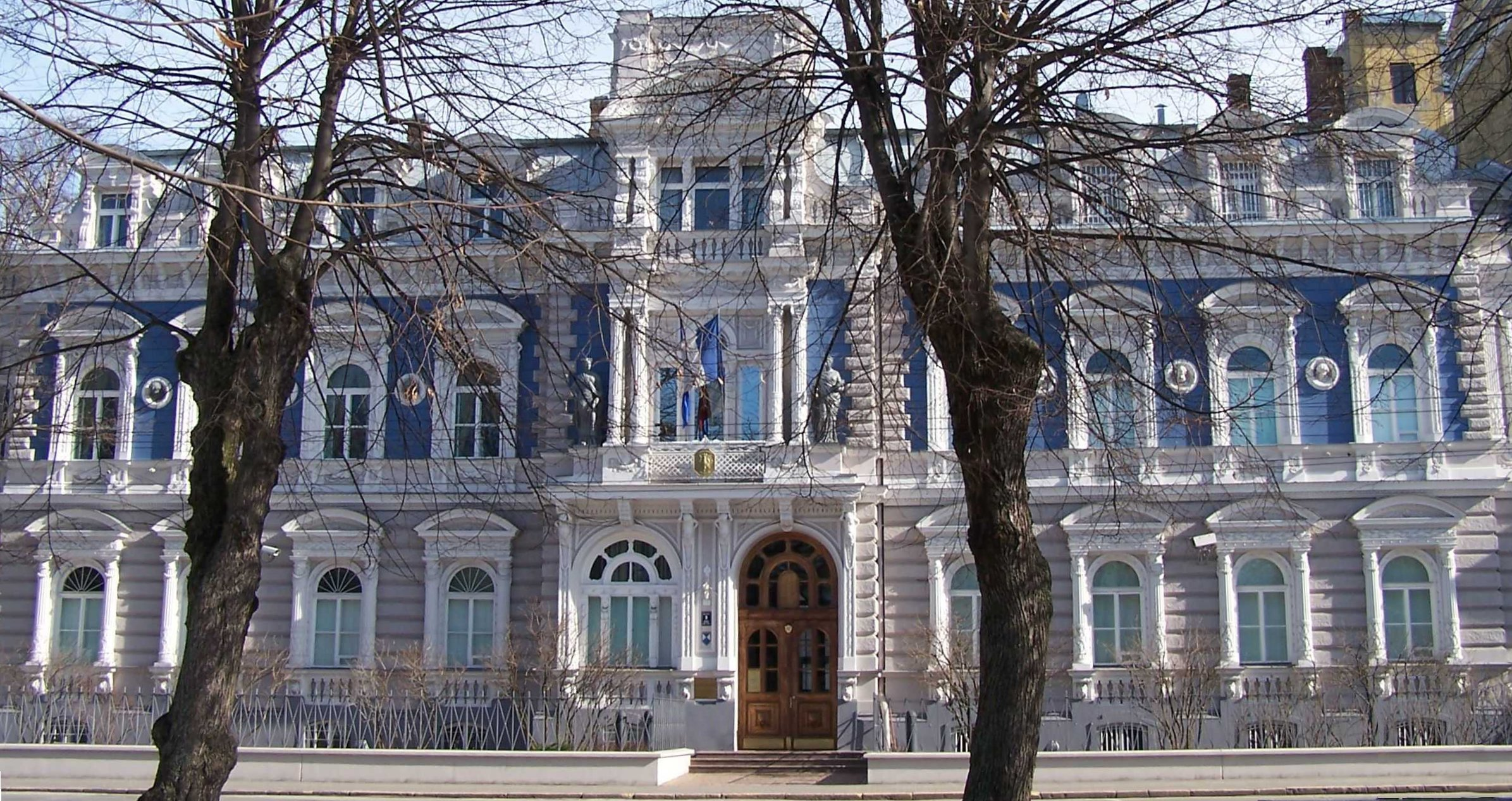
Ambassade de France en Lettonie.

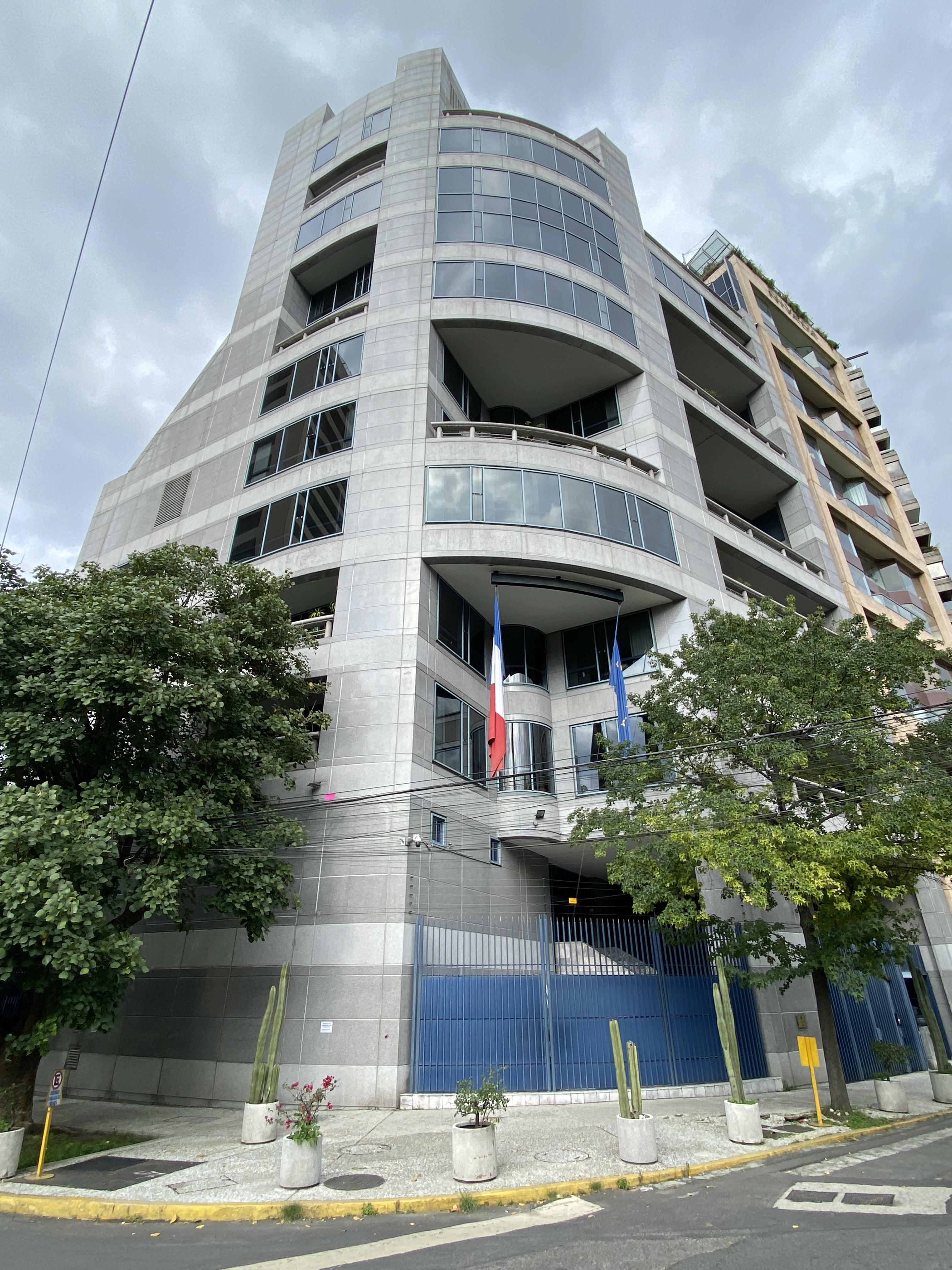
Ambassade de France au Mexique.

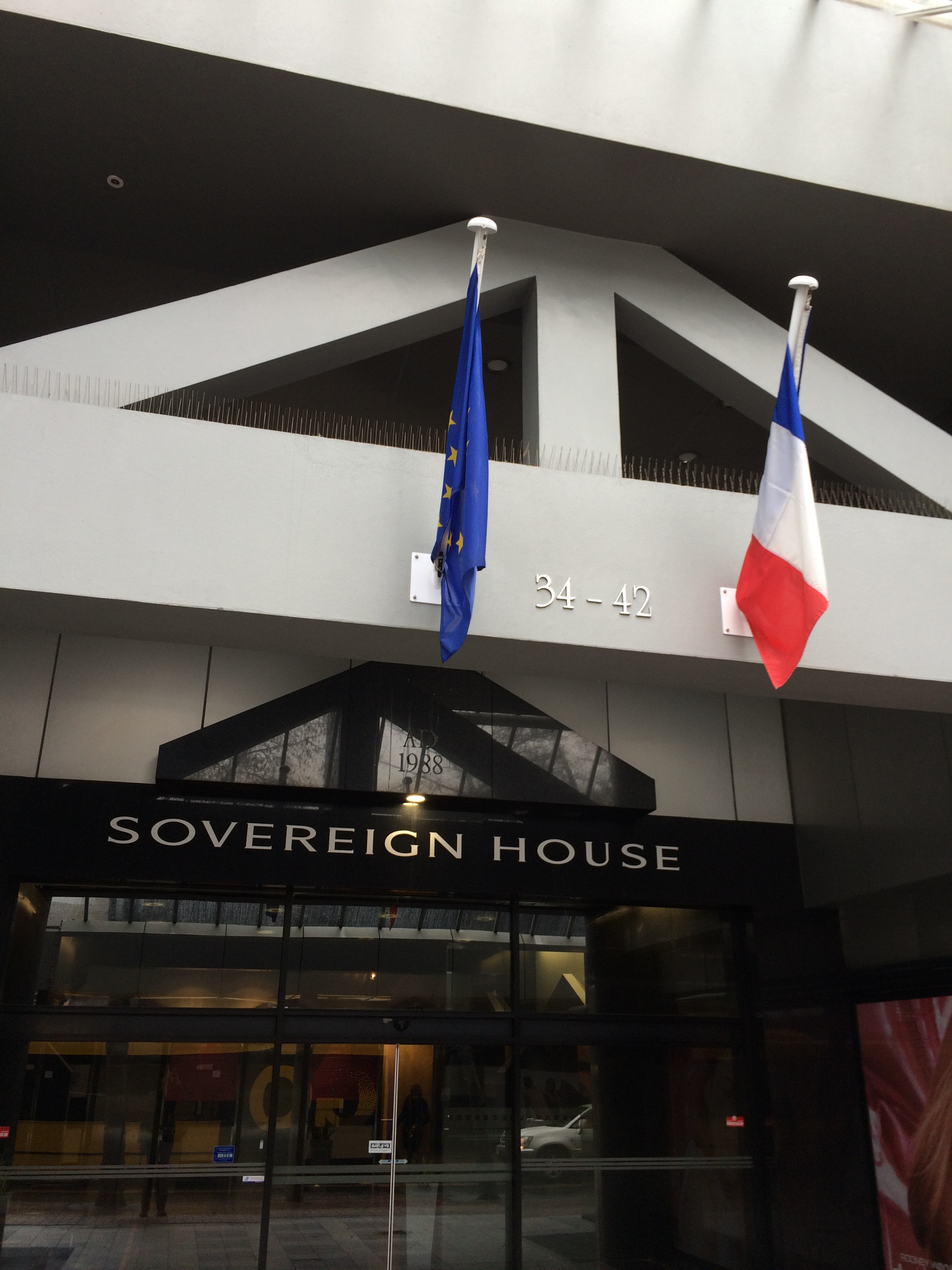
Ambassade de France en Nouvelle-Zélande.

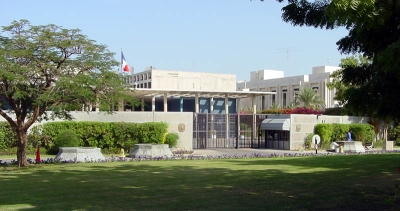
Ambassade de France en Oman.

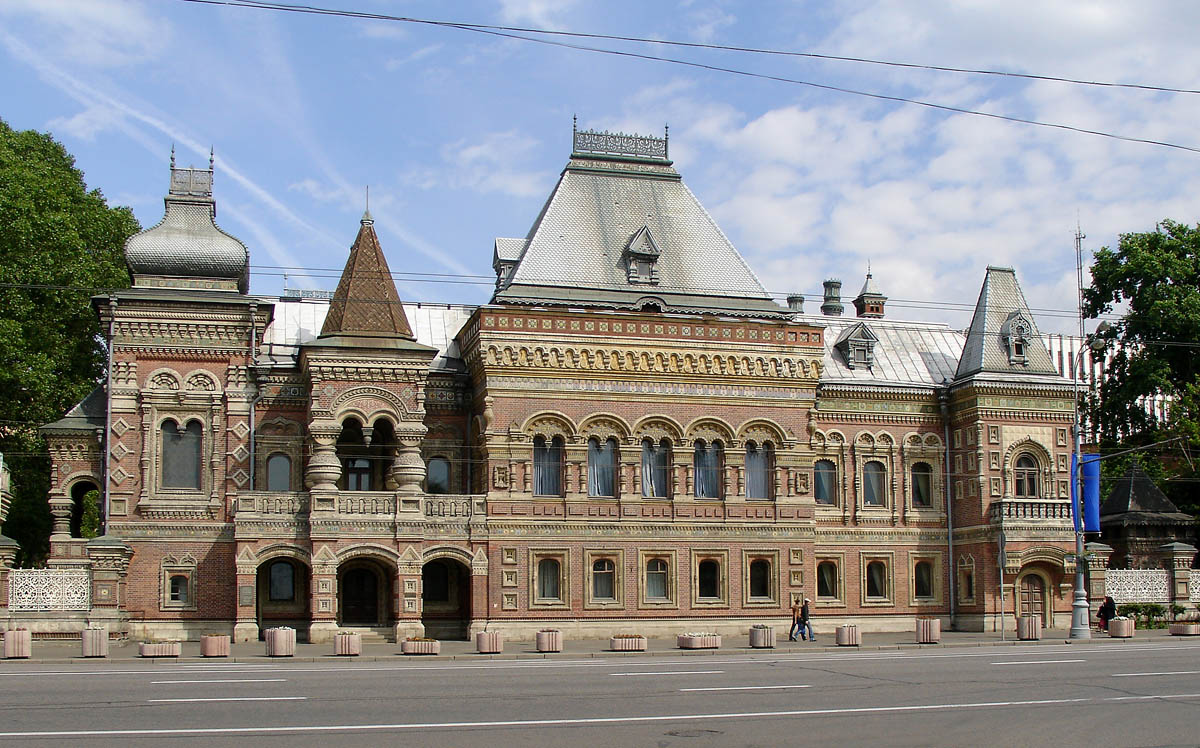
Ambassade de France en Russie.

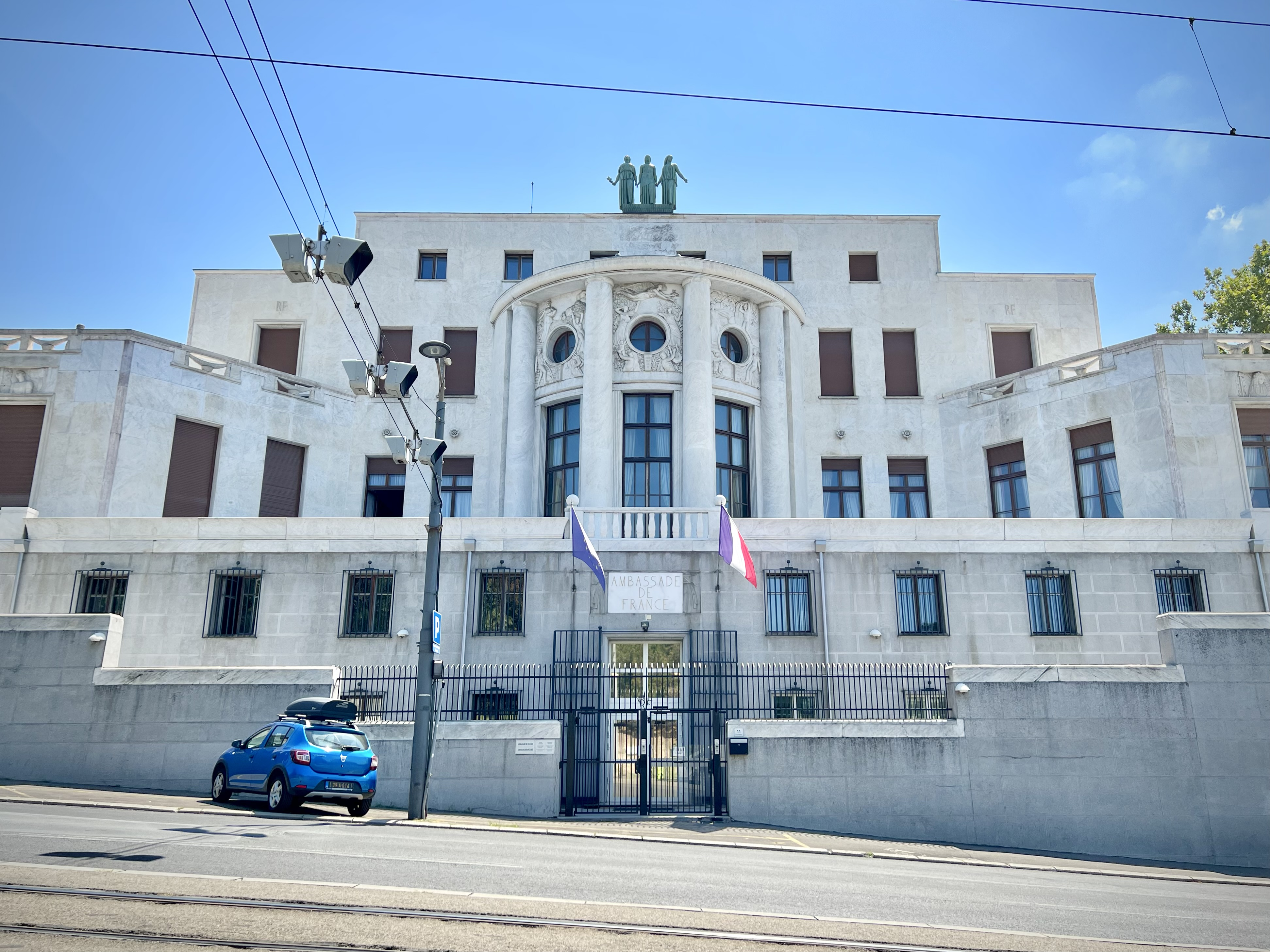
Ambassade de France en Serbie.

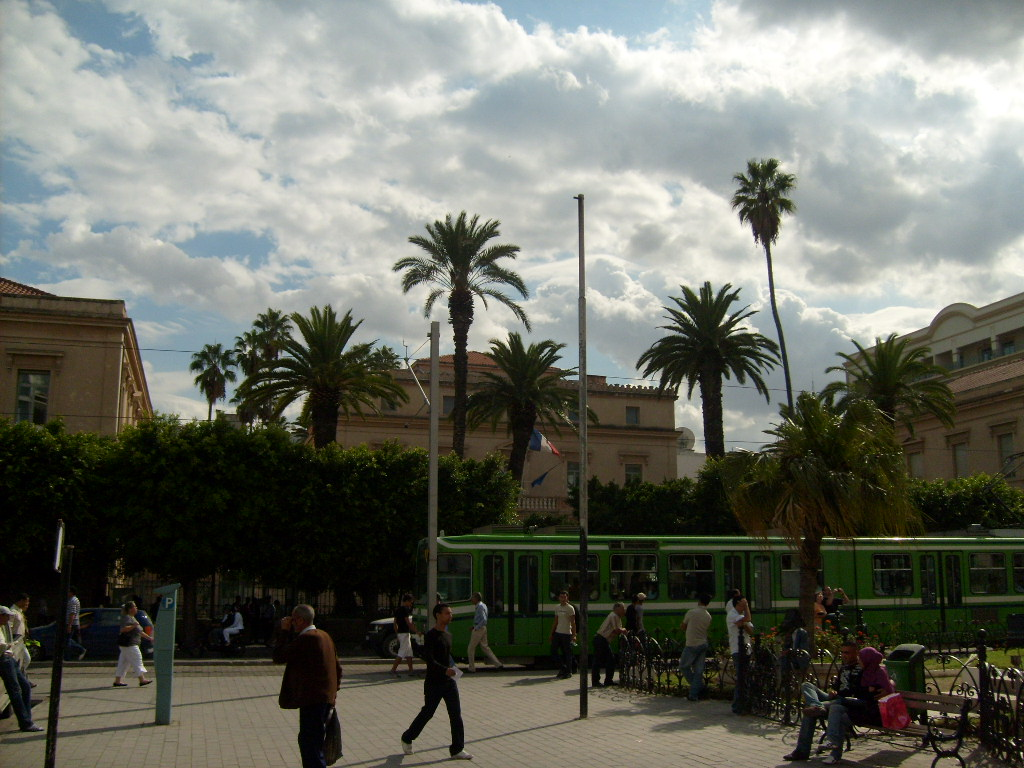
Ambassade de France en Tunisie.

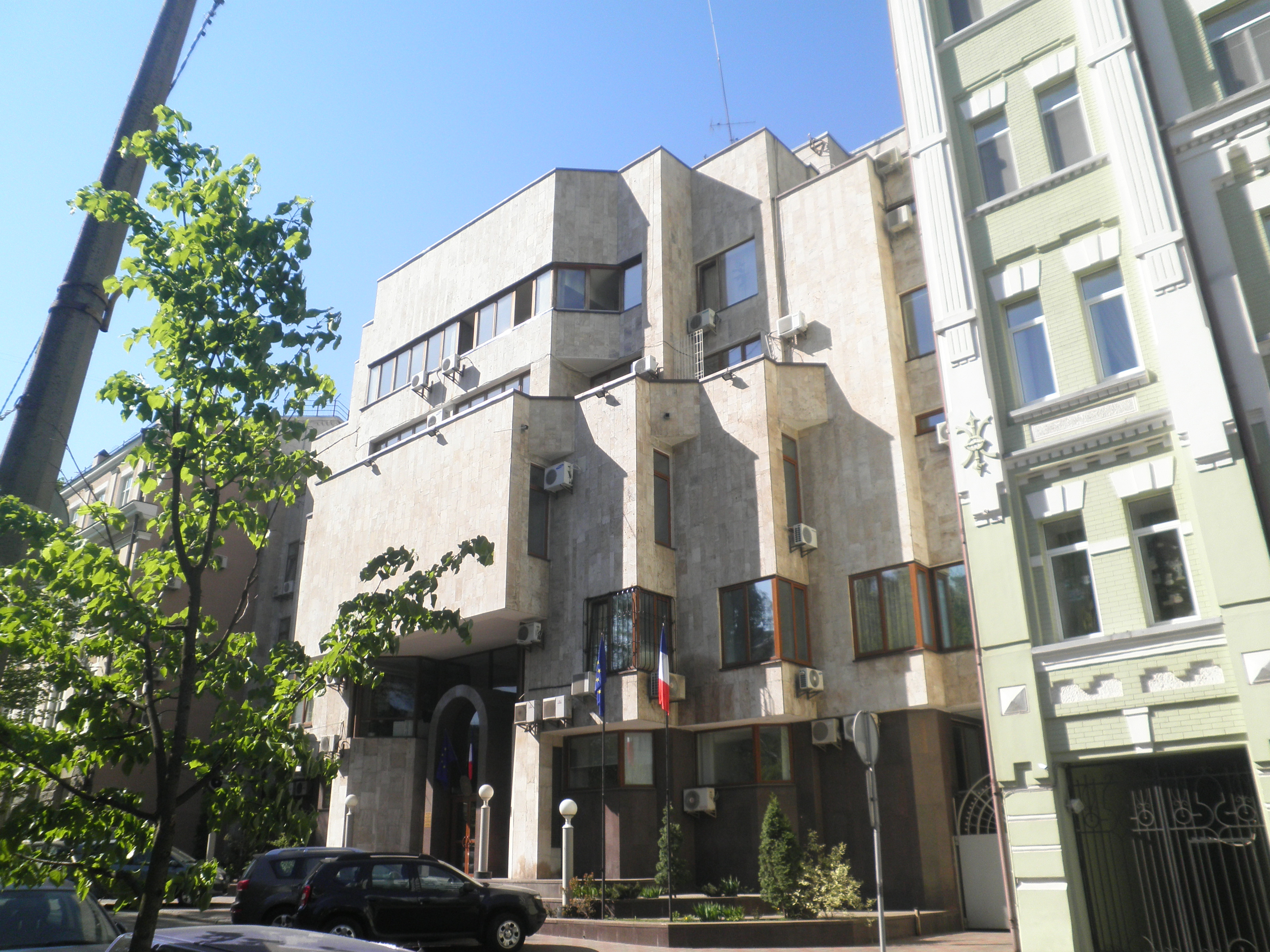
Ambassade de France en Ukraine.

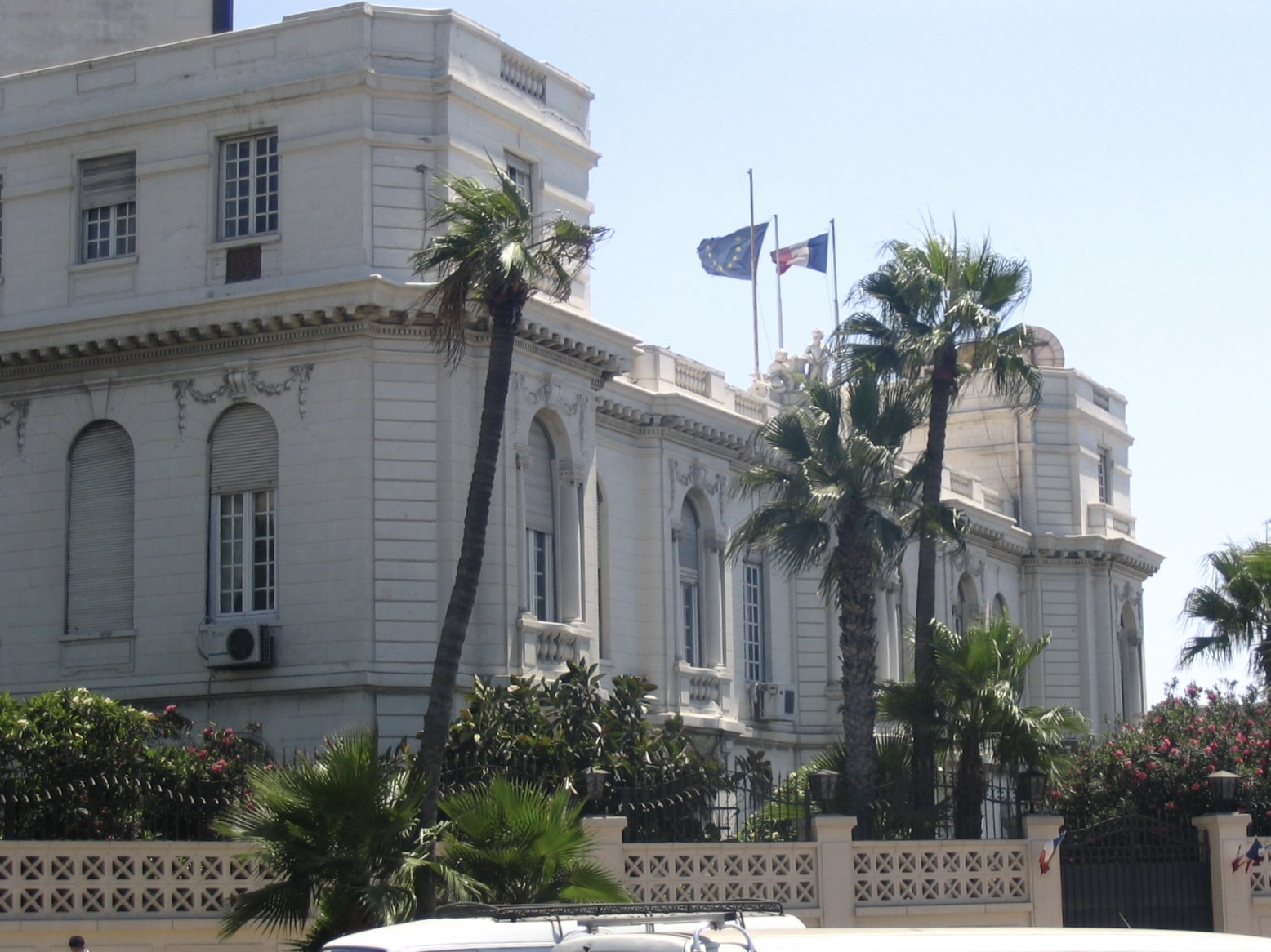
Consulat de France à Alexandrie.

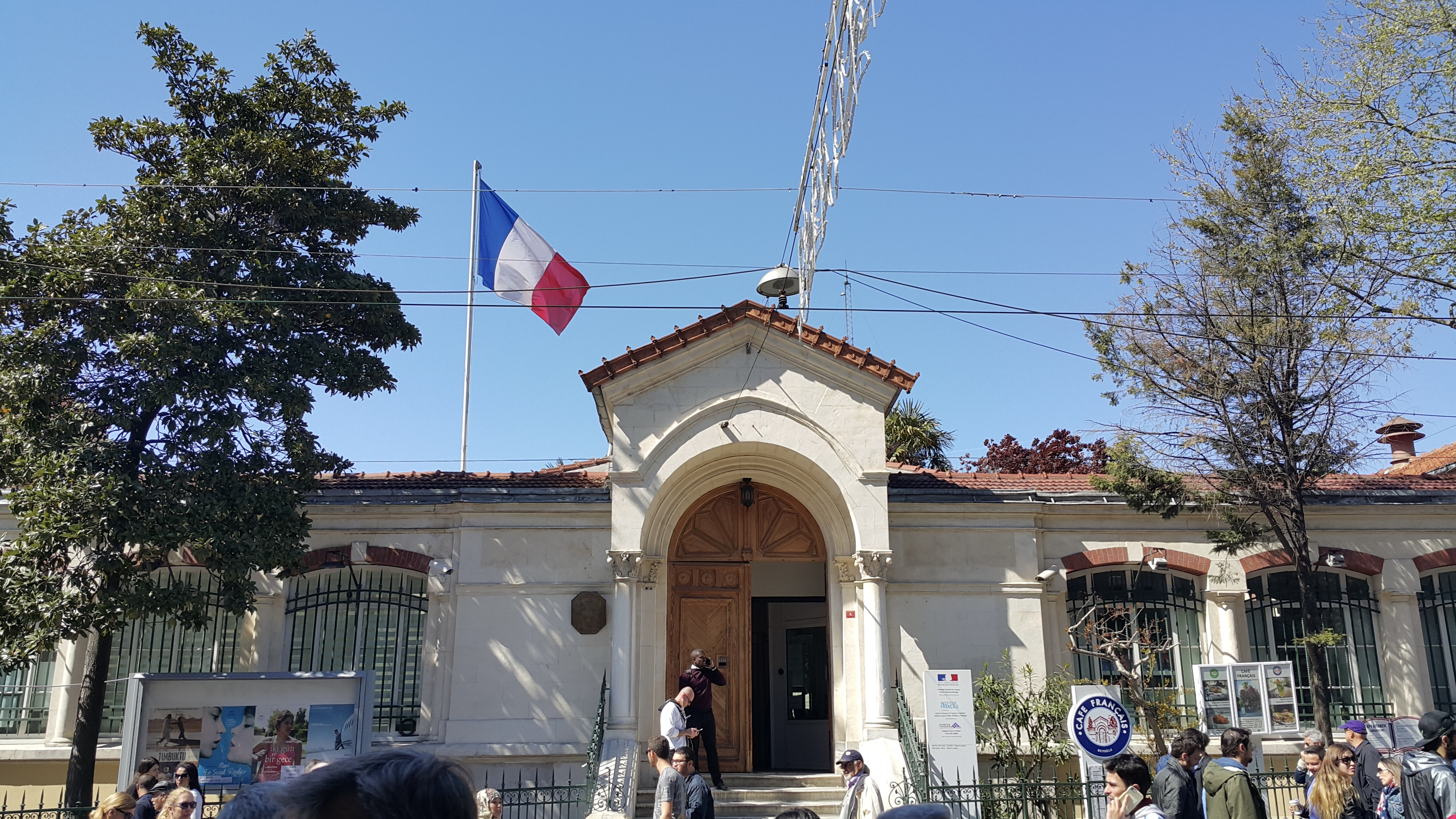
Consulat général de France à Istanbul.

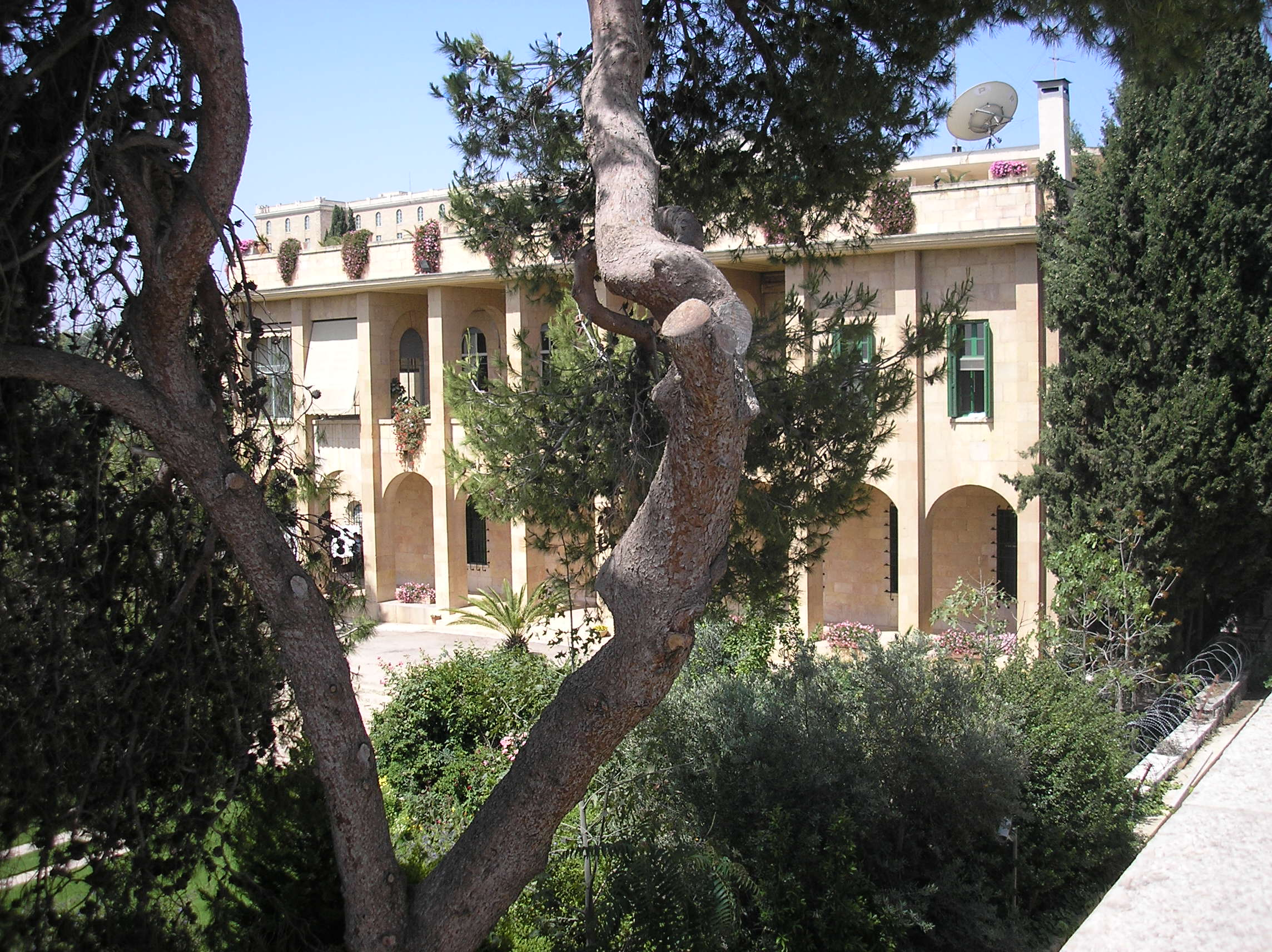
Consulat français à Jérusalem.

### Afrique
La France dispose de 45 ambassades, 12 consulats généraux, 4 bureaux consulaires et d'un consulat en Afrique.
| Pays                             | Ambassade                 | Consulats généraux (sauf indication)                           |
| -------------------------------- | ------------------------- | -------------------------------------------------------------- |
| Afrique du Sud                   | Pretoria,                 | Johannesburg • Le Cap (consulat)                               |
| Algérie                          | Alger                     | Annaba • Oran                                                  |
| Angola                           | Luanda                    |                                                                |
| Bénin                            | Cotonou                   |                                                                |
| Botswana                         | Gaborone                  |                                                                |
| Burkina Faso                     | Ouagadougou               |                                                                |
| Burundi                          | Bujumbura                 |                                                                |
| Cameroun                         | Yaoundé                   | Douala                                                         |
| Cap-Vert                         | Praia                     |                                                                |
| République centrafricaine        | Bangui                    |                                                                |
| Comores                          | Moroni                    |                                                                |
| République du Congo              | Brazzaville               | Pointe-Noire                                                   |
| République démocratique du Congo | Kinshasa                  |                                                                |
| Côte d'Ivoire                    | Abidjan                   |                                                                |
| Djibouti                         | Djibouti                  |                                                                |
| Égypte                           | Le Caire                  | Alexandrie                                                     |
| Érythrée                         | Asmara                    |                                                                |
| Éthiopie                         | Addis-Abeba               |                                                                |
| Gabon                            | Libreville                | Port-Gentil (bureau)                                           |
| Ghana                            | Accra                     |                                                                |
| Guinée                           | Conakry                   |                                                                |
| Guinée-Bissau                    | Bissau                    |                                                                |
| Guinée équatoriale               | Malabo                    |                                                                |
| Kenya                            | Nairobi                   |                                                                |
| Liberia                          | Monrovia                  |                                                                |
| Libye                            | Tripoli                   |                                                                |
| Madagascar                       | Tananarive (Antananarivo) | Antsiranana (bureau) • Mahajanga (bureau) • Toamasina (bureau) |
| Mali                             | Bamako                    |                                                                |
| Maroc                            | Rabat                     | Agadir • Casablanca • Fès • Marrakech • Tanger                 |
| Maurice                          | Port-Louis                |                                                                |
| Mauritanie                       | Nouakchott                |                                                                |
| Mozambique                       | Maputo                    |                                                                |
| Namibie                          | Windhoek                  |                                                                |
| Nigeria                          | Abuja                     | Lagos                                                          |
| Ouganda                          | Kampala                   |                                                                |
| Rwanda                           | Kigali                    |                                                                |
| Sénégal                          | Dakar                     |                                                                |
| Seychelles                       | Victoria                  |                                                                |
| Soudan du Sud                    | Djouba                    |                                                                |
| Tanzanie                         | Dar es Salam              | Dodoma (Bureau de liaison)                                     |
| Tchad                            | Ndjamena                  |                                                                |
| Togo                             | Lomé                      |                                                                |
| Tunisie                          | Tunis                     |                                                                |
| Zambie                           | Lusaka                    |                                                                |
| Zimbabwe                         | Harare                    |                                                                |

### Amérique
La France dispose de 26 ambassades et 18 consulats généraux en Amérique.
| Pays                   | Ambassade                        | Consulats généraux (sauf indication)                                                                        |
| ---------------------- | -------------------------------- | --- |
| Argentine              | Buenos Aires                     | |
| Bolivie                | La Paz                           | |
| Brésil                 | Brasilia                         | Recife • Rio de Janeiro • São Paulo                                                                         |
| Canada                 | Ottawa                           | Moncton • Montréal • Québec • Toronto • Vancouver                                                           |
| Chili                  | Santiago                         | |
| Colombie               | Bogotá                           | |
| Costa Rica             | San José                         | |
| Cuba                   | La Havane                        | |
| République dominicaine | Saint-Domingue                   | |
| Équateur               | Quito                            | |
| États-Unis             | Washington                       | Atlanta • Boston • Chicago • Houston • La Nouvelle-Orléans • Los Angeles • Miami • New York • San Francisco |
| Guatemala              | Guatemala                        | |
| Guyana                 | Georgetown (Bureau diplomatique) | |
| Haïti                  | Port-au-Prince                   | |
| Honduras               | Tegucigalpa                      | |
| Jamaïque               | Kingston                         | |
| Mexique                | Mexico                           | Monterrey                                                                                                   |
| Nicaragua              | Managua                          | |
| Panama                 | Panamá                           | |
| Paraguay               | Assomption                       | |
| Pérou                  | Lima                             | |
| Sainte-Lucie           | Castries                         | |
| Salvador               | San Salvador                     | |
| Suriname               | Paramaribo                       | |
| Trinité-et-Tobago      | Port d'Espagne                   | |
| Uruguay                | Montévidéo                       | |
| Venezuela              | Caracas                          | |

### Asie
La France dispose de 40 ambassades, 20 consulats généraux, 1 bureau consulaire et d'une agence consulaire en Asie.
| Pays                                      | Ambassade           | Consulats généraux (sauf indication)                       |
| ----------------------------------------- | ------------------- | ---------------------------------------------------------- |
| Arabie saoudite                           | Riyad               | Djeddah                                                    |
| Arménie                                   | Erevan              |                                                            |
| Azerbaïdjan                               | Bakou               |                                                            |
| Bahreïn                                   | Manama              |                                                            |
| Bangladesh                                | Dacca               |                                                            |
| Birmanie                                  | Rangoun             |                                                            |
| Brunei                                    | Bandar Seri Begawan |                                                            |
| Cambodge                                  | Phnom Penh          |                                                            |
| Chine                                     | Pékin               | Canton • Chengdu • Hong Kong • Shanghai • Shenyang • Wuhan |
| Corée du Sud                              | Séoul               |                                                            |
| Émirats arabes unis                       | Abou Dabi           | Dubaï                                                      |
| Géorgie                                   | Tbilissi            |                                                            |
| Inde                                      | New Delhi           | Bangalore • Calcutta • Bombay • Pondichéry                 |
| Indonésie                                 | Jakarta             |                                                            |
| Irak                                      | Bagdad              | Erbil                                                      |
| Iran                                      | Téhéran             |                                                            |
| Israël                                    | Tel Aviv            | Haïfa                                                      |
| Japon                                     | Tokyo               | Kyoto                                                      |
| Jordanie                                  | Amman               |                                                            |
| Kazakhstan                                | Astana              | Almaty                                                     |
| Kirghizistan                              | Bichkek             |                                                            |
| Koweït                                    | Koweït              |                                                            |
| Laos                                      | Vientiane           |                                                            |
| Liban                                     | Beyrouth            |                                                            |
| Malaisie                                  | Kuala Lumpur        |                                                            |
| Mongolie                                  | Oulan-Bator         |                                                            |
| Népal                                     | Katmandou           |                                                            |
| Oman                                      | Mascate             |                                                            |
| Ouzbékistan                               | Tachkent            |                                                            |
| Pakistan                                  | Islamabad           | Karachi                                                    |
| Palestine et Jérusalem (corpus separatum) |                     | Jérusalem (consulat général non rattaché à une ambassade)  |
| Philippines                               | Manille             |                                                            |
| Qatar                                     | Doha                |                                                            |
| Singapour                                 | Singapour           |                                                            |
| Sri Lanka                                 | Colombo             | Kandy (agence consulaire)                                  |
| Tadjikistan                               | Douchanbé           |                                                            |
| Taïwan                                    | Taipei (Bureau)     |                                                            |
| Thaïlande                                 | Bangkok             |                                                            |
| Turkménistan                              | Achgabat            |                                                            |
| Turquie                                   | Ankara              | Istanbul                                                   |
| Vietnam                                   | Hanoï               | Hô-Chi-Minh-Ville                                          |

### Europe
La France dispose de 43 ambassades, 20 consulats généraux, 3 bureaux consulaires et d'un consulat en Europe.
| Pays               | Ambassade          | Consulats généraux (sauf indication) |
| ------------------ | ------------------ | --- |
| Albanie            | Tirana             | |
| Allemagne          | Berlin             | Düsseldorf • Francfort • Hambourg • Munich • Sarrebruck • Stuttgart |
| Andorre            | Andorre-la-Vieille | Section consulaire fermée en septembre 2017, les français d'Andorre dépendent du Consulat de France en Espagne, à Barcelone pour toutes les demarches administratives, à l’exception de l’état civil, de la nationalité et des visas qui sont pris en charge par le consulat de Madrid |
| Autriche           | Vienne             | |
| Belgique           | Bruxelles          | |
| Biélorussie        | Minsk              | |
| Bosnie-Herzégovine | Sarajevo           | Banja Luka (bureau consulaire franco-allemand) |
| Bulgarie           | Sofia              | |
| Chypre             | Nicosie            | |
| Croatie            | Zagreb             | |
| Danemark           | Copenhague         | |
| Espagne            | Madrid             | Barcelone • Bilbao • Séville |
| Estonie            | Tallinn            | |
| Finlande           | Helsinki           | |
| Grèce              | Athènes            | Thessalonique |
| Hongrie            | Budapest           | |
| Irlande            | Dublin             | |
| Islande            | Reykjavík          | |
| Italie             | Rome               | Florence • Milan • Naples |
| Kosovo             | Pristina           | |
| Lettonie           | Riga               | |
| Lituanie           | Vilnius            | |
| Luxembourg         | Luxembourg         | |
| Macédoine du Nord  | Skopje             | |
| Malte              | La Valette         | |
| Moldavie           | Chişinău           | Section consulaire fermée, les français de Moldavie dépendent du Consulat de France en Roumanie, à Bucarest. |
| Monaco             | Monaco             | |
| Monténégro         | Podgorica          | |
| Norvège            | Oslo               | |
| Pays-Bas           | La Haye            | Amsterdam |
| Pologne            | Varsovie           | Cracovie |
| Portugal           | Lisbonne           | |
| Roumanie           | Bucarest           | |
| Royaume-Uni        | Londres            | Édimbourg • Gibraltar (consulat) • Jersey (bureau) • Guernesey (bureau) • Sainte-Hélène (consulat de France au Cap) |
| Russie             | Moscou             | Ekaterinbourg • Saint-Pétersbourg |
| Serbie             | Belgrade           | |
| Slovaquie          | Bratislava         | |
| Slovénie           | Ljubljana          | |
| Suède              | Stockholm          | |
| Suisse             | Berne              | Genève • Zurich |
| Tchéquie           | Prague             | |
| Ukraine            | Kiev               | Ambassade transférée à Lviv |
| Vatican            | Rome               | |

### Océanie
La France dispose de 6 ambassades et d'un consulat général en Océanie.
| Pays                      | Ambassade    | Consulats généraux |
| ------------------------- | ------------ | ------------------ |
| Australie                 | Canberra     | Melbourne, Sydney  |
| Fidji                     | Suva         |                    |
| Nouvelle-Zélande          | Wellington   |                    |
| Papouasie-Nouvelle-Guinée | Port Moresby |                    |
| Samoa                     | Apia         |                    |
| Vanuatu                   | Port-Vila    |                    |

### Pays qui n'accueillent pas de mission en résidence
31 pays n'ont pas ou n'ont plus d'ambassadeurs français résidant sur leur territoire. L'ambassadeur compétent se trouve alors en résidence dans un pays voisin.
En 2013, l'évolution du réseau diplomatique français dans la perspective d'une « réduction du train de vie de l’État dans le respect de l'exigence de modernisation de l'action publique », s'accompagne d'une fermeture « des antennes diplomatiques dans les pays où [le]s intérêts [français] sont inexistants » ; c'est notamment le cas des ambassades de France auprès du Malawi, de la Gambie, de la Sierra Leone et de Sao Tomé-et-Principe.
Le Bhoutan et la France n'entretiennent pas de relations diplomatiques formelles, mais les « dossiers bhoutanais sont suivis par l'ambassadeur de France en Inde ». Par ailleurs, un ambassadeur de l'Union européenne est accrédité dans ce pays, en résidence à New Delhi, depuis 1985. L'ambassade de France à New Delhi est compétente pour le Bhoutan et le consulat général de France à Calcutta en Inde est compétent pour les questions consulaires au Bhoutan.
| Pays                            | Pays hôte de la mission                  |
| ------------------------------- | ---------------------------------------- |
| Antigua-et-Barbuda              | Sainte-Lucie (Castries)                  |
| Bahamas                         | Panama (Panama)                          |
| Barbade                         | Sainte-Lucie (Castries)                  |
| Belize                          | Guatemala (Guatemala)                    |
| Bhoutan                         | Inde (New Delhi)                         |
| Îles Cook                       | Nouvelle-Zélande (Wellington)            |
| Dominique                       | Sainte-Lucie (Castries)                  |
| Eswatini                        | Mozambique (Maputo)                      |
| Gambie                          | Sénégal (Dakar)                          |
| Grenade                         | Sainte-Lucie (Castries)                  |
| Guyana                          | Suriname (Paramaribo)                    |
| Kiribati                        | Fidji (Suva)                             |
| Lesotho                         | Afrique du Sud (Pretoria)                |
| Liechtenstein                   | Suisse (Berne)                           |
| Malawi                          | Afrique du Sud (Pretoria)                |
| Maldives                        | Sri Lanka (Colombo)                      |
| Îles Marshall                   | Philippines (Manille)                    |
| États fédérés de Micronésie     | Philippines (Manille)                    |
| Nauru                           | Fidji (Suva)                             |
| Niue                            | Nouvelle-Zélande (Wellington)            |
| Palaos                          | Philippines (Manille)                    |
| Saint-Christophe-et-Niévès      | Sainte-Lucie (Castries)                  |
| Saint-Marin                     | Italie (Rome)                            |
| Saint-Vincent-et-les-Grenadines | Sainte-Lucie (Castries)                  |
| Îles Salomon                    | Papouasie-Nouvelle-Guinée (Port Moresby) |
| Sao Tomé-et-Principe            | Gabon (Libreville)                       |
| Sierra Leone                    | Guinée (Conakry)                         |
| Somalie                         | Kenya (Nairobi)                          |
| Timor oriental                  | Indonésie (Jakarta)                      |
| Tonga                           | Fidji (Suva)                             |
| Tuvalu                          | Fidji (Suva)                             |

## Liste des pays n'ayant pas de représentations diplomatiques avec la France
| Pays          | Ancienne Ambassade                | Fermeture                |
| ------------- | --------------------------------- | ------------------------ |
| Yémen         | Sanaa                             | 13 février 2015          |
| Corée du Nord | Pyongyang (bureau de coopération) | 9 mars 2020 (temporaire) |
| Afghanistan   | Kaboul                            | 2 septembre 2021         |
| Soudan        | Khartoum                          | 25 avril 2023            |
| Niger         | Niamey                            | 22 décembre 2023         |

## Liste des représentations permanentes de la France
| Organisation                            | Ville       | Type de représentation                                           |
| --------------------------------------- | ----------- | ---------------------------------------------------------------- |
| Organisation des Nations unies          | New York    | Représentant permanent (mission permanente)                      |
| Office des Nations unies à Genève       | Genève      | Représentant permanent                                           |
| Office des Nations unies à Vienne       | Vienne      | Représentant permanent                                           |
| Office des Nations unies à Nairobi      | Nairobi     | Représentant permanent (poste occupé par l'ambassadeur au Kenya) |
| Conférence du désarmement               | Genève      | Représentant permanent                                           |
| Alimentation et agriculture (PAM, FIDA) | Rome        | Représentant permanent                                           |
| UNESCO                                  | Paris       | Délégué permanent                                                |
| OACI                                    | Montréal    | Représentant permanent                                           |
| BIRD                                    | Washington  | Administrateur                                                   |
| FMI                                     | Washington  | Administrateur                                                   |
| OMI                                     | Londres     | Représentant permanent                                           |
| OMM                                     | Genève      | Représentant permanent                                           |
| OIAC                                    | La Haye     | Représentant permanent                                           |
| Union européenne                        | Bruxelles   | Représentant permanent                                           |
| UEO / COPS                              | Bruxelles   | Représentant permanent                                           |
| OSCE                                    | Vienne      | Représentant permanent                                           |
| Conseil de l'Europe                     | Strasbourg  | Représentant permanent (mission permanente)                      |
| BERD                                    | Londres     | Administrateur                                                   |
| OTAN                                    | Bruxelles   | Représentant permanent                                           |
| OCDE                                    | Paris       | Représentant permanent                                           |
| CESAP                                   | Bangkok     | Représentant permanent                                           |
| Communauté du Pacifique                 | Nouméa      | Représentant permanent                                           |
| Organisation des États américains       | Washington  | Observateur permanent                                            |
| OMC                                     | Genève      | Délégué permanent                                                |
| UA                                      | Addis-Abeba | Représentant permanent                                           |